# A lyga 2013
La A lyga 2013 è stata la 24ª edizione della massima divisione del calcio lituano. La stagione è iniziata il 9 marzo ed è terminata il 9 novembre. Lo Žalgiris Vilnius ha vinto il titolo per la quarta volta.

## Novità
Le squadre che hanno ottenuto una licenza sono passate da 10 a 9. Di conseguenza, ogni squadra ha giocato 32 partite, e non 36, con ogni squadra che ha affrontato ogni altro club quattro volte in totale, due volte in casa e due volte in trasferta.

## Formula
Le 9 squadre partecipanti si sono affrontate per quattro volte, per un totale di 36 giornate.

La squadra campione di Lituania ha il diritto a partecipare alla UEFA Champions League 2014-2015 partendo dal secondo turno di qualificazione.

Le squadre classificate al secondo e terzo posto sono ammesse alla UEFA Europa League 2014-2015 partendo dal primo turno di qualificazione.

La vincitrice della Coppa nazionale è ammessa alla UEFA Europa League 2014-2015 partendo dal secondo turno di qualificazione.

## Squadre partecipanti
| Club           | Città       | Stadio             | Posizione 2012 |
| -------------- | ----------- | ------------------ | -------------- |
| Atlantas       | Klaipėda    | Stadio Žalgiris    | 8º posto       |
| Banga Gargždai | Gargždai    | Stadio Gargždai    | 6º posto       |
| Dainava Alytus | Alytus      | Stadio Miesto      | 7º posto       |
| Ekranas        | Panevėžys   | Stadio Aukštaitija | Campione       |
| Kruoja         | Pakruojis   | Stadio Cittadino   | 4º posto       |
| Sūduva         | Marijampolė | Stadio Sūduva      | 3º posto       |
| Šiauliai       | Šiauliai    | Stadio Savivaldybė | 5º posto       |
| Tauras         | Tauragė     | Stadio Vytauto     | 9º posto       |
| Žalgiris       | Vilnius     | Stadio Žalgiris    | 2º posto       |

## Classifica
|                     | Pos. | Squadra        | Pt | G  | V  | N | P  | GF | GS | DR  |
| ------------------- | ---- | -------------- | -- | -- | -- | - | -- | -- | -- | --- |
| Lituania (bandiera) | 1.   | Žalgiris       | 73 | 32 | 22 | 7 | 3  | 77 | 19 | +58 |
|                     | 2.   | Atlantas       | 71 | 32 | 22 | 5 | 5  | 64 | 23 | +41 |
|                     | 3.   | Ekranas        | 64 | 32 | 20 | 4 | 8  | 58 | 34 | +24 |
|                     | 4.   | Sūduva         | 62 | 32 | 18 | 8 | 6  | 73 | 33 | +40 |
|                     | 5.   | Kruoja         | 48 | 32 | 13 | 9 | 10 | 46 | 47 | -1  |
|                     | 6.   | Banga Gargždai | 35 | 32 | 10 | 5 | 17 | 39 | 56 | -17 |
|                     | 7.   | Šiauliai       | 25 | 32 | 6  | 7 | 19 | 34 | 65 | -31 |
|                     | 8.   | Dainava Alytus | 17 | 32 | 4  | 5 | 23 | 27 | 74 | -47 |
|                     | 9.   | Tauras         | 11 | 32 | 3  | 2 | 27 | 25 | 92 | -67 |

Legenda:

      Campione di Lituania e ammessa alla UEFA Champions League 2014-2015

      Ammesse alla UEFA Europa League 2014-2015

      Retrocessa in 1 Lyga 2014

## Risultati
|                  | Atl     | Ban     | Dai     | Ekr     | Kru     | Sūd     | Šia     | Tau     | Žal     |
| ---------------- | ------- | ------- | ------- | ------- | ------- | ------- | ------- | ------- | ------- |
| Atlantas         | ––––    | 3-0 1-1 | 6-1 4-1 | 1-1 1-0 | 2-0 3-1 | 2-2 3-2 | 1-3 3-0 | 4-0 3-0 | 0-1 3-1 |
| Banga            | 0-1 0-0 | ––––    | 4-1 2-1 | 0-2 1-2 | 0-0 1-3 | 1-2 0-3 | 1-1 3-0 | 2-0 5-0 | 1-5 1-1 |
| Dainava Alytus   | 1-2 0-5 | 3-0 0-1 | ––––    | 1-3 0-3 | 1-1     | 1-3 0-5 | 1-2 0-1 | 2-1 1-3 | 0-3 0-1 |
| Ekranas          | 1-2 1-0 | 4-1 2-0 | 2-1     | ––––    | 6-2 1-3 | 2-2 1-3 | 2-1 3-1 | 2-1 5-0 | 0-3 1-1 |
| Kruoja           | 2-0 1-2 | 4-0 1-0 | 2-0 0-0 | 0-1 1-0 | ––––    | 0-2 2-4 | 1-1 0-0 | 2-3 2-1 | 0-0     |
| Sūduva           | 0-1 1-1 | 2-1 2-0 | 4-0     | 0-1 0-0 | 0-1 4-0 | ––––    | 0-0 3-0 | 3-0 3-1 | 0-5 1-1 |
| Šiauliai         | 0-1     | 1-4 0-1 | 1-5 0-0 | 1-4 1-2 | 3-4 2-5 | 1-1 1-5 | ––––    | 4-2 3-1 | 1-1 2-4 |
| Tauras           | 0-1 0-5 | 1-4 1-2 | 0-0 0-4 | 0-3 0-1 | 1-2 2-3 | 1-6 3-3 | 0-2 3-1 | ––––    | 0-7 0-3 |
| Žalgiris Vilnius | 1-2 1-0 | 4-2 5-0 | 7-0 1-0 | 2-0 3-0 | 4-0 2-2 | 2-0 1-3 | 1-0 2-0 | 1-0 3-0 | ––––    |

## Classifica marcatori
| Gol |  |  | Giocatore             | Squadra        |
| --- |  |  | --------------------- | -------------- |
| 27  |  |  | Nerijus Valskis       | Sūduva         |
| 21  |  |  | Kamil Biliński        | Žalgiris       |
| 21  |  |  | Evaldas Razulis       | Atlantas       |
| 14  |  |  | Aurelijus Staponka    | Banga Gargždai |
| 13  |  |  | Ričardas Beniušis     | Kruoja         |
| 13  |  |  | Arsenij Buinickij     | Ekranas        |
| 12  |  |  | Mantas Kuklys         | Žalgiris       |
| 10  |  |  | Nerijus Mačiulis      | Kruoja         |
| 9   |  |  | Giorgi Alaverdashvili | Šiauliai       |
| 8   |  |  | Rytis Leliūga         | Žalgiris       |

## Verdetti
- Campione della Lituania:  Žalgiris
- In UEFA Champions League 2014-2015:  Žalgiris (al secondo turno di qualificazione)
- In UEFA Europa League 2014-2015:  Atlantas ed  Ekranas (al primo turno di qualificazione)